# 巴利科 (加利福尼亞州)
巴利科（英語：Ballico）是位於美國加利福尼亞州默塞德縣的一個人口普查指定地區。

## 地理
巴利科的座標為37°27′16″N 120°42′22″W / 37.45444°N 120.70611°W，而該地最高點為海拔高度46米（即151英尺）。

## 人口
根據2010年美國人口普查的數據，巴利科的面積為7.83平方千米，當中陸地面積為7.83平方千米，而水域面積為0.00平方千米。當地共有人口406人，而人口密度為每平方千米51人。